# Fabián Robledo
Fabián Robledo Calleja (Madrid, 2 gennaio 1981) è un ex giocatore di calcio a 5 spagnolo.

## Carriera
In occasione di un torneo amichevole disputato ad Arnedo, il 1º aprile 2010 debutta nella Nazionale di calcio a 5 della Spagna andando immediatamente in rete contro il Giappone.

## Palmarès
- Coppa di Spagna: 1
Jaén: 2014-15